# Орден Франциски

Символ Французского государства (Виши), бывший прототипом ордена Франциски

Орден Франциски (фр. Ordre de la Francisque) — французский орден, введённый руководителем коллаборационистского правительства Виши маршалом Филиппом Петеном.
Орден Франциски был введён согласно указу от 26 мая 1941 года и был утверждён законом от 16 октября 1941 года. Он имел вид знака в форме старинного галло-франкского боевого топора франциски высотой в 26,5 мм и шириной в 19 мм. Этот знак был покрыт эмалью, имел по краям 10 золотых звёзд и крепился при помощи заколки.
Президентом совета ордена Франциски был генерал Шарль Брекар, который по совместительству был также Великим канцлером ордена Почётного легиона.
Награждённые этим орденом (принятые в его члены) должны были быть представлены двумя поручителями («крёстными»), которые гарантировали два условия: что кандидат до войны поддерживал национальную и социальную политику, соответствовавшую целям национальной революции и что он во время войны активно содействовал участием в военных действиях или в гражданской жизни как делу маршала Петена, так и ему как личности. Кандидаты в члены ордена должны были принести клятву: Я отдаю себя маршалу Петену так же, как он посвятил себя Франции. Я клянусь выполнять его приказы и быть верным ему лично и его делу. Награда вручалась лично главой государства от имени состоявшего из 12 человек «Совета Франциски».
В период с 1941 и до 1944 года, когда орден Франциски был ликвидирован Французским комитетом национального освобождения, а его ношение запрещено, этой награды были удостоены (согласно сведениям Высшего суда Франции на 1945 год) всего 2.626 человек (в том числе 3 женщины). Среди них следует отметить:
- вдову генерала Шарля Хюнтцигера (как первую женщину, награждённую орденом Франциски)
- братьев Люмьер (1941)
- Франсуа Миттерана (1943), тогда члена Национального студенческого совета, впоследствии — президента Франции
- Рауля Салана, полковника французских войск в Дакаре, позднее — генерала и активного члена ОАС
- Эдмона Жискар д’Эстена, отца будущего президента Франции Валери Жискар д’Эстена
- Пьера Мориака, декана медицинского факультета университета в Бордо и сына писателя Франсуа Мориака
- Луи II, князя Монако
- Марка Бёнье, пастора
- Шарля Ванеля, актёра
- Максима Вейгана, генерала
- Мориса Кув де Мюрвиль, впоследствии премьер-министра
- Антуана де Леви-Мирпуа, историка
- Шарля Морраса, академика и писателя
- Поля Марин-Мари, художника и журналиста
- Поля Морана, писателя и дипломата.
- Антуана Пине, впоследствии премьер-министра
- Жана-Луи Тиксье-Виньянкура, юриста
- Пьера Френе, актёра